# 9212 Kanamaru
9212 Kanamaru eller 1995 UR3 är en asteroid i huvudbältet som upptäcktes den 20 oktober 1995 av den japanska astronomen Takao Kobayashi vid Ōizumi-observatoriet. Den är uppkallad efter amatörastronomen Naomiki Kanamaru.
Den tillhör asteroidgruppen Vesta.